# Yumi's Cells
Yumi's Cells (Hangul: 유미의 세포들; RR: Yumieui Sepodeul), es una serie de televisión surcoreana transmitida desde el 17 de septiembre de 2021 a través de tvN.
La serie está basada en el webtoon "Yumi's Cells" (Yumiui Sepodeul) de Lee Dong-gun.
La segunda temporada fue estrenada en junio de 2022 a través de TVING.

## Sinopsis
La serie es un romance psicológico basado en células que desentraña la vida diaria de una oficinista común, a través de los ojos de las células de su cabeza, quienes controlan cada pensamiento, sentimiento y acción.
Kim Yoo-mi es una oficinista común y corriente, es una mujer soltera quien no es buena para expresar sus sentimientos y cuyas células de amor están en estado de coma después de una relación fallida. Yoo-mi tiene células en su cerebro que representan diferentes emociones como el amor, la violencia, la racionalidad, lo bueno y lo malo. Estas diminutas células de su cerebro trabajan activamente para ella y se ocupan de sus emociones y problemas.
A través de sus relaciones y su trabajo Yoo-mi dejará la incomodidad y crecerá como persona mientras encuentra la felicidad en su vida diaria.
Junto a ella, están sus compañeros de trabajo Koo Woong, un desarrollador de juegos que piensa con el simple algoritmo de "sí o no" y quien tiene una personalidad sencilla y honesta. Ruby, una joven adorable y enérgica que sabe cómo cuidar de la gente que la rodea y Seo Sae-yi, una mujer con ambición y quien genera los celos de los demás. Todos ayudarán a su manera a revivir sus células de amor de Yoo-mi.

## Reparto

### Personajes principales
| Actor                     | Personaje         | N.º de episodios | N.º de episodios | Notas |
| Actor                     | Personaje         | Temporadas       | Temporadas       | Notas |
| Actor                     | Personaje         | 1                | 2                | Notas |
| ------------------------- | ----------------- | ---------------- | ---------------- | --- |
| Kim Go-eun                | Kim Yoo-mi        | 1-14             | 1-               | Es una mujer normal que lucha por expresar sus sentimientos y a medida que experimenta un crecimiento tanto en su vida amorosa como en su carrera, aprende a encontrar la felicidad en las pequeñas alegrías de la vida cotidiana. |
| Ahn Bo-hyun Jeon Ho-young | Koo Woong         | 1-14             | -                | Es un desarrollador de juegos, que a pesar de parecer indiferente a todo en realidad es una persona romántica. Es el segundo novio de Kim Yoo-mi.                                                                                  |
| Lee Yu-bi                 | Ruby              | -                | -                | Es la compañera de trabajo de Kim Yoo-mi, una joven que se enorgullece de dominar varias técnicas y habilidades para las relaciones y citas. Es una persona energética y cariñosa que sabe cómo cuidar a su gente.                 |
| Park Ji-hyun              | Seo Sae-yi        | -                | -                | Es una colega de Koo Woong, quien sueña con convertirse en la mejor directora de arte de videojuegos. Tiene una imagen y una habilidad perfectas. Está enamorada de Koo Woong.                                                     |
| Park Jin-young            | Yoo Ba-bi (Bobby) | 8-14             | -                | Es el tercer novio de Kim Yoo-mi. |

### Personajes secundarios
| Actor         | Personaje | N.º de episodios | Notas |
| ------------- | --------- | ---------------- | --- |
| Joo Jong-hyuk | Louis     | -                | Es un desarrollador de juegos adicto al trabajo, que dirige una empresa de juegos junto a Koo Woong y Seo Sae-yi, con quienes estudió en la universidad. |
| Jung Soon-won | Mr. Nam   | -                | Es un hombre honesto, así como el jefe del Departamento del Tesoro de Corea en donde Kim Yoo-mi trabaja.                                                 |
| Kim Cha-yoon  | Bon-hee   | -                | Es un empleado del departamento de márquetin de fideos coreanos.                                                                                         |
| Mi Ram        | Aida      | -                | Es la amiga de Kim Yoo-mi. |

#### Células de Yoo-mi
| Actor         | Personaje                  | N.º de episodios | Notas |
| ------------- | -------------------------- | ---------------- | --- |
| Ahn Young-mi  | Nung-Cheol (voz)           | -                | Es la célula encargada de las emociones.                                                                                   |
| Lee Jang-won  | "Hunger" (voz)             | -                | Es la célula del hambre, el apetito y los antojos.                                                                         |
| Sa Moon-young | "Love Love" (voz)          | -                | Es la célula de Yoo-mi que representa a las personas..                                                                     |
| Shim Kyu-hyuk | "I am so busy" (voz)       | -                | Es la célula del pensamiento ideal.                                                                                        |
| Kim Yeon-woo  | "0OPS!" (voz)              | -                | Es la célula encargada de la torpeza en temas de sexualidad, así como en la imaginación y los planes relacionados al tema. |
| -             | "I guess!" (voz)           | -                | Es la célula "detective", encargada de analizar y predecir a las personas y situaciones a su alrededor.                    |
| -             | "Fashion is my life" (voz) | -                | Es la célula encargada del sentido de la moda.                                                                             |
| -             | "Hysteric" (voz)           | -                | Es la célula responsable de la histeria.                                                                                   |
| Park Ji-yoon  | "Watch out!" (voz)         | -                | Es la célula responsable de la ansiedad.                                                                                   |

#### Células de Koo Woong
| Actor         | Personaje           | N.º de episodios | Notas |
| ------------- | ------------------- | ---------------- | ----- |
| Uhm Sang-hyun | Rational Cell (voz) | -                |       |
| Jung Jae-heon | Humor cell (voz)    | -                |       |

### Apariciones especiales

#### Segunda temporada
| Actor       | Personaje   | Episodio(s) donde apareció | Notas |
| ----------- | ----------- | -------------------------- | --- |
| Shin Ye-eun | Yoo Da-eun  | -                          | Es una empleada a tiempo parcial en el restaurante tteokbokki (pastel de arroz picante) que dirige Yoo Ba-bi (Bobby).              |
| P.O.        | "Control Z" | -                          | Es el ilustrador de Kim Yu-mi, quien comienza a hablar con Ruby después de que ambos pensaron que su enamoramiento era unilateral. |

#### Primera temporada
| Actor        | Personaje   | Episodio(s) donde apareció | Notas |
| ------------ | ----------- | -------------------------- | --- |
| Yoon Yoo-sun | -           | 14                         | Es la madre de Kim Yu-mi. |
| Kim Cha-yoon | Lee Bonnie  | 12-13                      | |
| Choi Min-ho  | Chae Woo-gi | 1-2                        | Es un compañero de trabajo de Kim Yu-mi, cuya personalidad y encanto hace que las mujeres se enamoren de él. Cuando Woo-gi invita a comer a Yu-mi, aunque al inicio está ilusionada y cree que se le va a declarar, pronto se decepciona completamente y queda destrozada, cuando Woo-gi le revela que le gustan los hombres. |
| Lee Sang-yi  | Ji Woo-ki   | -                          | Es el exnovio de Kim Yu-mi. |

## Episodios
- La primera temporada de la serie estuvo conformada por catorce episodios, los cuales fueron emitidos todos los viernes y sábados a las 22:50pm (KST).[36][37][38]
- La segunda temporada de la serie se encuentra en producción y aún no tiene fecha de estreno.[39]

### Índices de audiencia
Los números en color rojo indican las calificaciones más bajas, mientras que los números en azul indican las calificaciones más altas.

#### Primera temporada
| Episodio | Fecha de emisión         | Participación promedio de audiencia (Nielsen Korea) | Participación promedio de audiencia (Nielsen Korea) |
| Episodio | Fecha de emisión         | Nacional                                            | Seúl                                                |
| -------- | ------------------------ | --------------------------------------------------- | --------------------------------------------------- |
| 1        | 17 de septiembre de 2021 | 2.072% (2.ª)                                        | 2.386% (2.ª)                                        |
| 2        | 18 de septiembre de 2021 | 2.390% (2.ª)                                        | 2.564% (3.ª)                                        |
| 3        | 24 de septiembre de 2021 | 1.871% (2.ª)                                        | 2.323% (2.ª)                                        |
| 4        | 25 de septiembre de 2021 | 2.545% (3.ª)                                        | 3.301% (2.ª)                                        |
| 5        | 1 de octubre de 2021     | 2.036% (2.ª)                                        | 2.333% (1.ª)                                        |
| 6        | 2 de octubre de 2021     | 2.384% (3.ª)                                        | 2.889% (2.ª)                                        |
| 7        | 8 de octubre de 2021     | 2.089% (3.ª)                                        | 2.458% (3.ª)                                        |
| 8        | 9 de octubre de 2021     | 2.093% (3.ª)                                        | 2.235% (3.ª)                                        |
| 9        | 15 de octubre de 2021    | 2.660% (2.ª)                                        | 3.089% (2.ª)                                        |
| 10       | 16 de octubre de 2021    | 2.312% (4.ª)                                        | 2.700% (2.ª)                                        |
| 11       | 22 de octubre de 2021    | 1.906% (3.ª)                                        | 2.341% (2.ª)                                        |
| 12       | 23 de octubre de 2021    | 2.340% (3.ª)                                        | 2.965% (3.ª)                                        |
| 13       | 29 de octubre de 2021    | 2.037% (2.ª)                                        | 2.590% (2.ª)                                        |
| 14       | 30 de octubre de 2021    | 2.485% (2.ª)                                        | 2.828% (2.ª)                                        |
| Promedio | Promedio                 | -                                                   | -                                                   |

## Música
El OST de la serie está conformado por las siguientes canciones:

### Primera temporada

#### Parte 1
| No. | Intérprete | Canción                                                | Letra                                | Música                               | Duración |
| --- | ---------- | ------------------------------------------------------ | ------------------------------------ | ------------------------------------ | -------- |
| 1   | Wendy      | "If I Could Read Your Mind" (나를 신경 쓰고 있는 건가) | Lim Soo-ho, N!ko, Strongman y Dailog | Lim Soo-ho, N!ko, Strongman y Dailog | 3:01     |
| 2   |            | "If I Could Read Your Mind" (Inst.)                    | -                                    | Lim Soo-ho, N!ko, Strongman y Dailog | 3:01     |

#### Parte 2
| No. | Intérprete | Canción                | Letra                          | Música                         | Duración |
| --- | ---------- | ---------------------- | ------------------------------ | ------------------------------ | -------- |
| 1   | John Park  | "Nightfalling"         | BYMORE, Ail Lee y JohnOfa Rhee | BYMORE, Ail Lee y JohnOfa Rhee | 4:09     |
| 2   |            | "Nightfalling" (Inst.) | -                              | BYMORE, Ail Lee y JohnOfa Rhee | 4:09     |

#### Parte 3
| No. | Intérprete | Canción             | Letra     | Música    | Duración |
| --- | ---------- | ------------------- | --------- | --------- | -------- |
| 1   | Jo Hyu-il  | "Ling Ling"         | Jo Hyu-il | Jo Hyu-il | 3:49     |
| 2   |            | "Ling Ling" (Inst.) | -         | Jo Hyu-il | 3:49     |

#### Parte 4
| No. | Intérpretes | Canción               | Letra                | Música                      | Duración |
| --- | ----------- | --------------------- | -------------------- | --------------------------- | -------- |
| 1   | Doyoung     | "Like a Star"         | YOSKE y Kim Mi-ryang | Lee Min-young, YOSKE y Yeul | 4:00     |
| 2   |             | "Like a Star" (Inst.) | -                    | Lee Min-young, YOSKE y Yeul | 4:00     |

#### Parte 5
| No. | Intérpretes | Canción              | Letra        | Música         | Duración |
| --- | ----------- | -------------------- | ------------ | -------------- | -------- |
| 1   | Band Nah    | "Spotlight" (주인공) | Sanghyun Nah | Sanghyun Nah   | 4:00     |
| 2   | Say Sue Me  | "My Heart" (내 마음) | Choi Soo-mi  | Kim Byeong-gyu | 3:30     |

#### Parte 6
| No. | Intérprete | Canción                     | Letra | Música | Duración |
| --- | ---------- | --------------------------- | ----- | ------ | -------- |
| 1   | J.UNA      | "My Day" (오늘도 내 하루는) | J.UNA | J.UNA  | 3:41     |
| 2   |            | "My Day" (Inst.)            | -     | J.UNA  | 3:41     |

#### Parte 7
| No. | Intérprete      | Canción          | Letra                   | Música | Duración |
| --- | --------------- | ---------------- | ----------------------- | ------ | -------- |
| 1   | Jung Seung-hwan | "Belief"         | Jehwi, Kim Dam-so y Su2 | Jehwi  | 4:53     |
| 2   |                 | "Belief" (Inst.) | -                       | Jehwi  | 4:53     |

#### Parte 8
| No. | Intérpretes | Canción                     | Letra        | Música    | Duración |
| --- | ----------- | --------------------------- | ------------ | --------- | -------- |
| 1   | MeloMance   | "Our Story" (우리의 이야기) | Kim Min-seok | MeloMance | 3:59     |
| 2   |             | "Our Story" (Inst.)         | -            | MeloMance | 3:59     |

#### Parte 9
| No. | Intérprete | Canción                | Letra | Música          | Duración |
| --- | ---------- | ---------------------- | ----- | --------------- | -------- |
| 1   | Dvwn       | "I'm In Paris"         | Kako  | Kako y Curtis F | 2:35     |
| 2   |            | "I'm In Paris" (Inst.) | -     | Kako y Curtis F | 2:35     |

#### Parte 10
| No. | Intérprete | Canción           | Letra       | Música | Duración |
| --- | ---------- | ----------------- | ----------- | ------ | -------- |
| 1   | Jehwi      | "Holiday"         | Jehwi y Su2 | Jehwi  | 3:56     |
| 2   |            | "Holiday" (Inst.) | -           | Jehwi  | 3:56     |

#### Parte 11
| No. | Intérprete    | Canción           | Letra         | Música        | Duración |
| --- | ------------- | ----------------- | ------------- | ------------- | -------- |
| 1   | Sunwoo Jung-a | "Timing" (타이밍) | Sunwoo Jung-a | Sunwoo Jung-a | 3:53     |
| 2   |               | "Timing" (Inst.)  | -             | Sunwoo Jung-a | 3:53     |

## Producción
El 31 de diciembre de 2020, se informó que el webtoon "Yumi's Cells" de Lee Dong-gun, publicada del 1 de abril de 2015 al 13 de noviembre de 2020 a través de Naver y con más de 3,200 millones de visitas acumuladas, había sido elegida para convertirla en una serie de televisión.
Fue creada por Song Jae-jeong y es dirigida por Lee Sang-yeob. Mientras que el guion cuenta con el apoyo de Jae-jeong, Kim Yoon-joo y Kim Kyung-ran (김경란).
Por otro lado, la producción está en manos de Joo Moon-soo, Jo Moon-joo, Song Jae-kwon, Kwon Mi-kyung, Jang Woo-sik, Han So-jin y Yoo Seul-gi, quienes cuentan con el productor ejecutivo Joo Moon-soo.
Las filmaciones comenzaron en abril de 2021. Mientras que la conferencia de prensa en línea fue realizada el 14 de septiembre del mismo año.
La serie también cuenta con el apoyo de las compañías de producción Studio Dragon, Merrycow Creative, Studio N, TVING y Locus Corporation (animación).
Fue estrenada a través de la tvN y de forma simultánea a través del medio de transmisión TVING. La serie también fue estrenada a través de iQIYI.

### Recepción
El 23 de septiembre de 2021, Good Data Corporation compartió su nueva clasificación de los dramas y miembros del elenco que generaron más revuelo durante la semana. Las listas se compilaron a partir del análisis de artículos de noticias, publicaciones de blogs, comunidades en línea, videos y publicaciones en redes sociales sobre los dramas que están actualmente al aire o que saldrán al aire próximamente. La serie obtuvo el puesto número 4 en la lista de dramas, más comentados de la semana. Mientras que la actriz Kim Go-eun ocupó el 8.º puesto dentro de la lista de los mejores actores de drama que generaron más expectación en esa semana.
El 29 de septiembre del mismo año, Good Data Corporation compartió su nueva clasificación de los dramas y miembros del elenco que generaron más revuelo durante la semana. Las listas se compilaron a partir del análisis de artículos de noticias, publicaciones de blogs, comunidades en línea, videos y publicaciones en redes sociales sobre los dramas que están actualmente al aire o que saldrán al aire próximamente. La serie obtuvo el puesto número 4 en la lista de dramas, más comentados de la semana, mientras que los actores Kim Go-eun y Ahn Bo-hyun ocuparon los puestos 5 y 6 respectivamente dentro de los diez miembros del elenco más comentados de la semana.
El 5 de octubre de 2021, Good Data Corporation compartió su nueva clasificación de los dramas y miembros del elenco que generaron más revuelo durante la semana. Las listas se compilaron a partir del análisis de artículos de noticias, publicaciones de blogs, comunidades en línea, videos y publicaciones en redes sociales sobre los dramas que están actualmente al aire o que saldrán al aire próximamente. La serie obtuvo el puesto número 4 en la lista de dramas, más comentados de la semana. Mientras que los actores Kim Go-eun y Ahn Bo-hyun ocuparon los puestos 7 y 9 respectivamente dentro de la lista de los mejores actores de drama que generaron más expectación en esa semana.
El 16 de octubre del mismo año, Good Data Corporation compartió su nueva clasificación de los dramas y miembros del elenco que generaron más revuelo durante la semana. Las listas se compilaron a partir del análisis de artículos de noticias, publicaciones de blogs, comunidades en línea, videos y publicaciones en redes sociales sobre los dramas que están actualmente al aire o que saldrán al aire próximamente. La serie obtuvo el puesto número 4 en la lista de dramas, más comentados de la semana. Mientras que los actores Kim Go-eun y Ahn Bo-hyun ocuparon nuevamente los puestos 7 y 9 respectivamente dentro de la lista de los mejores actores de drama que generaron más expectación en esa semana.
El 23 de octubre del mismo año, Good Data Corporation compartió su nueva clasificación de los dramas y miembros del elenco que generaron más revuelo durante la semana. Las listas se compilaron a partir del análisis de artículos de noticias, publicaciones de blogs, comunidades en línea, videos y publicaciones en redes sociales sobre los dramas que están actualmente al aire o que saldrán al aire próximamente. La serie obtuvo el puesto número 3 en la lista de dramas, más comentados de la semana. Mientras que los actores Kim Go-eun y Ahn Bo-hyun ocuparon los puestos 7 y 9 respectivamente dentro de la lista de los mejores actores de drama que generaron más expectación en esa semana.
El 30 de octubre de 2021, Good Data Corporation compartió su nueva clasificación de los dramas y miembros del elenco que generaron más revuelo durante la semana. Las listas se compilaron a partir del análisis de artículos de noticias, publicaciones de blogs, comunidades en línea, videos y publicaciones en redes sociales sobre los dramas que están actualmente al aire o que saldrán al aire próximamente. La serie obtuvo el puesto número 3 en la lista de dramas, más comentados de la semana. Mientras que los actores Ahn Bo-hyun y Kim Go-eun ocuparon los puestos 5 y 7 respectivamente dentro de los diez miembros del elenco más comentados de la semana.
El 2 de noviembre de 2021, Good Data Corporation compartió su nueva clasificación de los dramas y miembros del elenco que generaron más revuelo durante la semana. Las listas se compilaron a partir del análisis de artículos de noticias, publicaciones de blogs, comunidades en línea, videos y publicaciones en redes sociales sobre los dramas que están actualmente al aire o que saldrán al aire próximamente. La serie obtuvo el puesto número 5 en la lista de dramas, más comentados de la semana. Mientras que los actores Ahn Bo-hyun y Kim Go-eun ocuparon los puestos 7 y 9 respectivamente dentro de los diez miembros del elenco más comentados de la semana.